# Крапивня (приток Велесы)
Крапивня — река в России, на западе Тверской области, правый приток Велесы (бассейн Западной Двины). Длина реки составляет 20 км.

## Течение
Протекает по территории Андреапольского и Западнодвинского районов, одноимённых сельских поселений соответственно.
Вытекает из небольшого болота на высоте приблизительно 220 метров над уровнем моря. Течёт в южном и юго-восточном направлениях. Ширина реки в нижнем течении достигает 9 метров, глубина до 0,8 метра. Впадает в Велесу справа на высоте 191 метр над уровнем моря.
Населённых пунктов на реке нет.

## Мосты
Реку пересекает Торопецкий тракт — автодорога Бибирево — Речане.